# 최백호의 낭만시대
《최백호의 낭만시대》는 가수 겸 싱어송라이터 최백호의 진행으로 SBS 러브FM(수도권 FM 103.5MHz, 부산 FM 105.7MHz)에서 매일 밤 10시 5분부터 밤 12시까지 방송되는 대중음악, 연예오락 전문 라디오 프로그램이다.
본래 2003년 6월 9일에서부터 이듬해 2004년 4월 25일까지 방송되었던 SBS 러브FM 라디오 《임지훈의 낭만시대(당시 진행자: 임지훈, 당시 임시 대리 진행자: 최성수)》와 2005년 봄 개편 때부터 가을 개편 때까지 5개월 남짓을 방송되었던 SBS 러브FM 라디오 《이봉원의 낭만시대》가 모두 그 기원이며 이후 2008년 3월 31일을 기하여 SBS 러브FM 라디오의 2008년 SBS 라디오 봄 개편에 따라 《남궁연의 고릴라디오》의 후속으로 새로 신설되었다.

## DJ
- 가수 최백호 (남)

## 코너 소개
매일 코너
- 사연과 신청곡
- 밤의 창가에서 (주중)
- 오늘의 소소한 행복 (주중)

요일 코너
- 낭만 초대석 (상시)
- 낭만 라이브 클럽 - 가수 박학기, 추가열, 김희진, 이치현, 기타리스트 진수영
- 수요일 : 애정만세 - 가수 김희진
- 목요일 : 4부 첫 곡 퀴즈
- 금요일 : 인생은 영화같아라
- 토요일 : 노래보다 더 좋은 노래가사
- 일요일 : 귀한 노래 귀한 가수찾기

## 같이 보기
- 대중음악
- 연예오락
- 배성재의 텐 (SBS 러브FM)
- 당신을 위한 BGM (SBS 파워FM)